# Fi1 Orionis
Fi1 Orionis (φ1 Orionis / 37 Orionis) es una estrella en la constelación de Orión de magnitud aparente +4,40.
Comparte la denominación de Bayer «Fi» con Fi2 Orionis, pero no existe relación física entre ambas.
Mientras que Fi1 Orionis se encuentra, de acuerdo a la nueva reducción de los datos de paralaje de Hipparcos, a 1087 años luz del sistema solar, Fi2 Orionis está nueve veces más cerca.
Fi1 Orionis figura catalogada como gigante azul de tipo espectral B0III.
Tiene una elevada temperatura efectiva de 28.900 K y brilla con una luminosidad —incluyendo la luz ultravioleta emitida— 29.650 veces mayor que la luminosidad solar.
Estos valores permiten estimar su tamaño, siendo su radio 6,9 veces más grande que el del Sol.
Su velocidad de rotación proyectada, que es un límite inferior, es de 28 km/s, lo que implica que su período de rotación es igual o inferior a 12,3 días.
Con una masa 14 veces mayor que la del Sol, está claramente por encima del límite a partir del cual las estrellas finalizan su vida explosionando como supernovas.
Además, los anteriores parámetros físicos sugieren que Fi1 Orionis no es en realidad una verdadera gigante, sino que todavía está fusionando su hidrógeno.
Tiene una edad de 7,2 millones de años y se piensa que apenas ha discurrido el 60% de su vida como estrella de la secuencia principal.
Fi1 Orionis tiene una compañera estelar, siendo una binaria espectroscópica.
El período orbital de dicha acompañante es de 8,4 años.
En un contexto más amplio, Fi1 Orionis forma parte de la Asociación estelar de Lambda Orionis —conocida también como Collinder 69—, cuya representante más brillante es la propia Meissa (λ Orionis).